# Cadillac V-Series.R
Cadillac V-Series.R — спортивный прототип категории Le Mans Daytona h (LMDh), разработанный американской командой Cadillac Racing совместно с американской гоночной командой Chip Ganassi Racing и итальянской инженерной компанией Dallara для участия в гонках на выносливость, включая чемпионат IMSA по гонкам на спорткарах и чемпионат мира по автогонкам на выносливость. Согласно правилам класса LMDh, при создании автомобиля должно использоваться шасси класса LMP2 одного из четырёх производителей. В данном случае выбор пал на шасси компании Dallara, которая и производит Cadillac V-Series.R на своих мощностях  в Италии. Машина была официально представлена в 2022 году, и дебютировала на соревнованиях в 2023 году.

## История
Проект Cadillac V-Series.R был создан как преемник Cadillac DPi-V.R, чтобы соответствовать новым техническим регламентам категории LMDh. Автомобиль был разработан совместными усилиями Cadillac Racing и Dallara. Главной целью создания машины было участие в крупнейших мировых гонках на выносливость, включая 24 часа Ле-Мана и 24 часа Дайтоны.
Первый публичный показ автомобиля состоялся в 2022 году. Сезон 2023 года стал дебютным для V-Series.R, в котором автомобиль принимал участие как в американской серии IMSA, так и в мировом чемпионате FIA WEC.

## Технические характеристики
Категория: LMDh
Шасси: Dallara
Двигатель: 5,5-литровый атмосферный V8
Гибридная система: Общая для всех автомобилей LMDh (Bosch, Williams Advanced Engineering, Xtrac)
Мощность: около 500 кВт (≈670 л.с.)
Привод: задний
Коробка передач: 7-ступенчатая секвентальная Xtrac
Масса: 1030 кг (регламентированная)
Аэродинамика: адаптивная, оптимизированная для высокой скорости на прямых и стабильности в поворотах

## Участие в соревнованиях
Cadillac V-Series.R принимал участие в следующих сериях:
IMSA WeatherTech SportsCar Championship
FIA World Endurance Championship (WEC)
24 часа Дайтоны 2023 стало первой крупной гонкой для нового прототипа, где команда заняла высокие места, подтвердив конкурентоспособность проекта.
В 2023 году автомобиль также дебютировал в 24 часах Ле-Мана — первой попытке Cadillac бороться за общий зачет в легендарной французской гонке после долгого перерыва.

### Основные команды
Chip Ganassi Racing
Action Express Racing